# Zzoppa
Zzoppa är ett album av Jojje Wadenius från 1999. Albumet fick en grammis för "Årets barn" på Grammisgalan 2000 gällande 1999 års prestationer.

## Låtlista[1]
Alla låtar är skrivna av Jojje Wadenius (musik) och Kenneth Gärdestad (text).
1. Zoppa (4.37)
2. Kom in i min "Köp ingenting-affär" (3.22)
3. Jubelidiot (2.59)
4. Tack gode Gud (2.42)
5. Åka bil (3.59)
6. Elektriska ålen Elin (3.34)
7. Mus på burk (2.41)
8. Lagom (4.48)
9. Spöken på vinden (3.15)
10. Inte ens min fröken (4.58)
11. Varför får jag alltid spela back (2.49)
12. Jag gömmer mig i mammas kjolar (2.40)

## Medverkande musiker[1]
- Jojje Wadenius - Sång, gitarr, kör
- Thomas Bergquist - Trummor, kör
- Per Magnus Byström - Keyboards, flöjt
- Anders Kotz - Bas
- Sara Edin - Violin
- Michael Vinsa - Dragspel
- Joakim Dominique - Trumpet, kör
- Agneta Lange - Kör
- Magnus Lange - Kör
- Johanna Nyström - Kör
- Gitte Littwold - Kör